# Przechówko
Przechówko – wieś w Polsce położona w województwie kujawsko-pomorskim, w powiecie świeckim, w gminie Świecie.
W latach 1975–1998 miejscowość administracyjnie należała do województwa bydgoskiego.